# Tunel Bukoviḱ

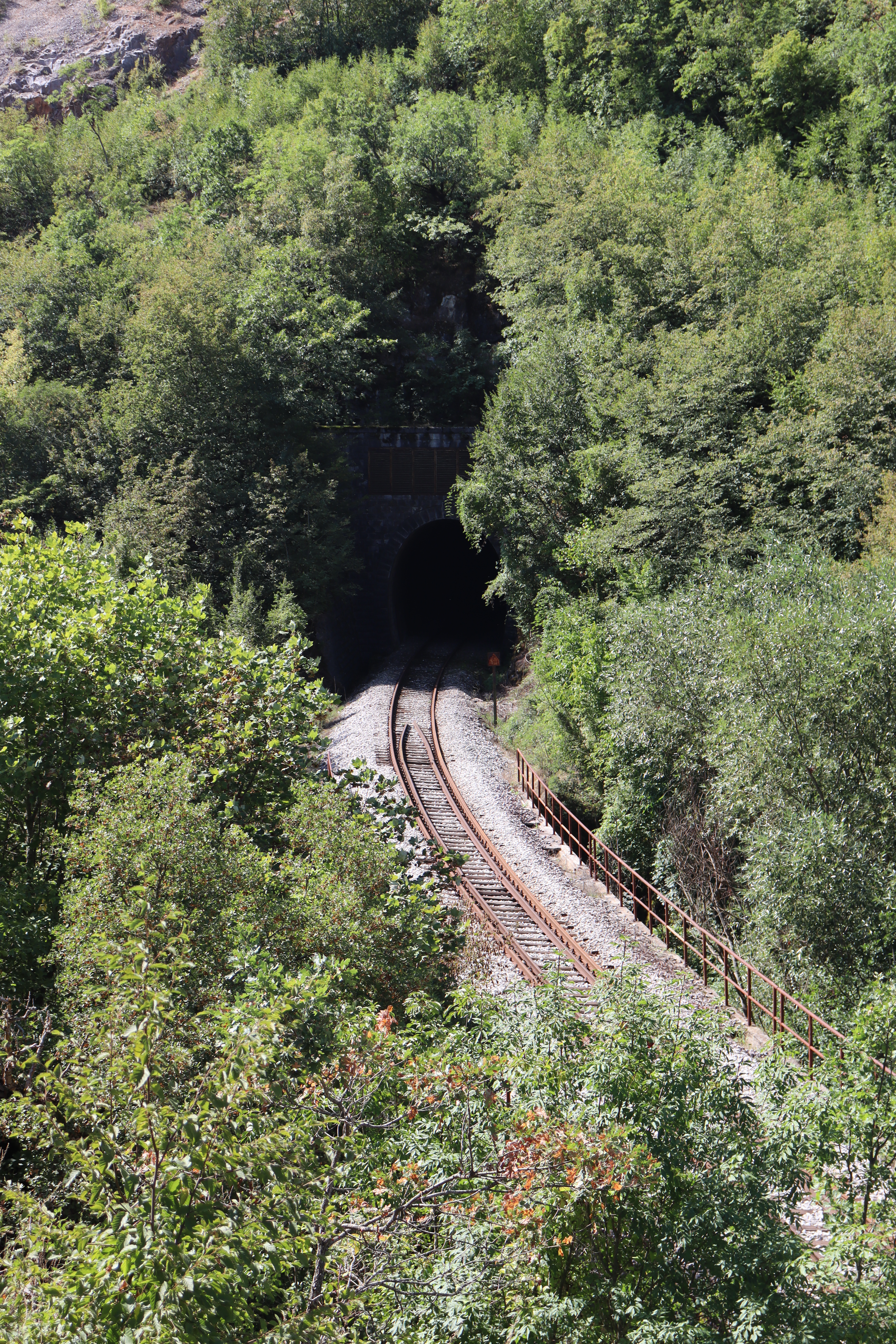
Tunel Bukoviḱ

Tunel Bukoviḱ (makedonsky Тунел Буковиќ) je železniční tunel, který se nachází v blízkosti stejnojmenného pohoří v Severní Makedonii. Byl vybudován v nadmořské výšce 762 m n. m. Nejbližší obce v blízkosti tunelu jsou Padanište a Zajas, je součástí trati Skopje–Kičevo.
Tunel je dlouhý 7062 m a díky tomu je nejdelším na území Severní Makedonie. Trať je nelektrifikovaná, jednokolejná. Vybudován byl v 60. letech 20. století; dokončen byl roku 1969. Stavební práce, které probíhaly nejdříve od roku 1964 realizovala tehdejší bělehradská společnost Tunelogradba. Ve své době se jednalo o výjimečné stavební dílo.
V roce 2018 byl v blízkosti železničního tunelu budován i tunel silniční.